# アルゼンチン関係記事の一覧
アルゼンチン関係記事の一覧（アルゼンチンかんけいきじのいちらん）はアルゼンチンに関連する記事を50音順に列挙したものである。この項目では、人名の表記は姓（ラストネーム）の順で表記している。
- アルゼンチン出身者の一覧については、アルゼンチン人の一覧を参照されたい。
- アルゼンチンの都市の一覧については、アルゼンチンの都市の一覧を参照されたい。

## あ行
- アウストラル
- アコンカグア
- アサード
- アジア系アルゼンチン人
- アシデロ
- アフリカ系アルゼンチン人
- アラウカニア・パタゴニア王国
- アラブ系アルゼンチン人
- アルゼンチン航空
- アルゼンチン人
- アルゼンチンの映画
- アルゼンチンの国章
- アルゼンチンの国立公園
- アルゼンチンの国歌
- アルゼンチンの国旗
- アルゼンチンのサッカー選手一覧
- アルゼンチンのスポーツ
- アルゼンチンの世界遺産
- アルゼンチンの大統領
- アルゼンチンの鉄道
- アルゼンチンプロサッカーリーグ
- アルゼンチン文学
- アルゼンチン・ペソ
- アルゼンチン連合
- アルティプラーノ
- アルヘンティーノ湖
- アンデス山脈
- イグアス川
- イグアスの滝
- イグアスの滝国際空港
- イスキグアラスト/タランパヤ自然公園群
- イタリア系アルゼンチン人
- インドゥストリアス・カイゼル・アルヘンティーナ（自動車メーカー）
- ウプサラ氷河（名前はスウェーデンのウプサラ大学に由来）
- ウルグアイ川
- 営団500形電車
- エセイサ国際空港
- オライオン (アルゼンチンのロケット)
- オールド・パタゴニア急行

## か行
- ガウチョ
- カナル7
- カーボベルデ系アルゼンチン人
- カミロ・シチェーロ
- カルナバリート
- グアラニー語
- グアンパ
- クラリン
- グランチャコ
- 五月の太陽
- 国家最高司法裁判所 (アルゼンチン)

## さ行
- サッカーアルゼンチン代表
- サンバ (アルゼンチン)
- サンホルヘ湾
- シスプラティーナ戦争
- スペイン語
- スーペルクラシコ
- 正義党
- ゾンダ

## た行
- 大戦争
- タンゴ
- ツール・ド・サンルイス
- テアトロ・コロン
- ティエラ・デル・フエゴ
- テレフェ

## な行
- 日系アルゼンチン人

## は行
- 母を訪ねて三千里
- パタゴニア
- パラグアイ川
- パラナ川
- パンパ
- パンペロ
- ビーグル水道
- ビエドマ湖
- ピケテーロ
- ピルコマジョ川
- フエゴ島
- ブエノスアイレス - 首都
- フォークランド戦争
- フォルリ (競走馬)
- ブエノスアイレス
- ブエノスアイレス地下鉄
- ペリト・モレノ氷河
- ボカ・ジュニアーズ
- ホルヘ・ニューベリー空港
- ボンビリャ

## ま行
- マゼラン海峡
- マゼランペンギン
- マテ茶
- マファルダ (漫画)
- マプチェ語
- マプチェ族
- マール・デル・プラタ国際映画祭
- ミロンガ (場所)
- 南アメリカ
- メソポタミア (アルゼンチン)
- メルコスール
- モントネーロス

## や行
- ヤシミエントス・ペトロリフェロス・フィスカレス

## ら行
- ラテンアメリカ
- ラ・プラタ川
- リオプラテンセ・スペイン語
- リゲル (ロケット)
- リーベル・プレート
- リバー・プレートスタジアム
- ロス・グラシアレス
- ロドリゴ・ロドリゲス

## A-Z
- CELPA
- DINFIA IA 38
- LADE
- NEMS エンタープライズ
- VISTA
- .ar

## 0-9
- 1978 FIFAワールドカップ